# Coś z Alicji
Coś z Alicji (czes. Něco z Alenky) – czechosłowacko-szwajcarsko-brytyjsko-zachodnioniemiecki animowany film surrealistyczny z 1988 roku w reżyserii Jana Švankmajera na podstawie powieści Lewisa Carrolla Alicja w Krainie Czarów.
Film zdobył na Międzynarodowym Festiwalu Filmów Animowanych w Annecy w 1989 roku nagrodę za najlepszy film pełnometrażowy. W ankiecie Projektu 100 z okazji stulecia czeskiej kinematografii obraz zajął 38. miejsce, ex aequo z filmami Hej rup!, Janosik, Odwaga na co dzień, Chrystusowe lata, Waleria i tydzień cudów i Kelner, płacić!.

## Fabuła
Małoletnia Alicja wróciwszy z spaceru nad rzeką ze starszą siostrą widzi w swoim pokoju jak wypchany biały królik nagle ożywia i ubiera się w wykwintny strój z nożycami wyraźnie gdzieś się spiesząc. Zaskoczona Alicja podąża za nim do sekretarzyka na szczycie wzgórza. W środku znajduje się wielkie mieszkanie. Alicja odkrywa malutkie drzwi zamknięte na klucz, za którymi jest Biały Królik. Alicja wyciąga z pobliskiej szafki flakonik. Bez wahania wypija go i zmienia się w porcelanową lalkę. Zapomina, że klucz do drzwi jest na szafce, więc Alicja chcąc do niego się dostać zjada ciastko, lecz staje się tak olbrzymia, że pokój jest zbyt ciasny, a królik ucieka. Z bezradności wybucha płaczem, a jej łzy wypełniają pokój. Po wodzie płyną różne zwierzęta, w tym mysz urządzająca ognisko na głowie Alicji.
Po wodzie z łez Alicji płynie talerz z ciastkami, które znów zmieniają dziewczynkę w lalkę. Po drugiej stronie drzwi znajduje się rzeka, po której płynie Biały Królik. Bierze on Alicję za swą służkę Mariannę i każe jej przynieść z jego domu nowe nożyce, bo pierwsze zgubił w wodzie. Alicja wchodzi do domu, gdzie wypija butelkę, wracając do ludzkiej postaci, lecz wypełnia cały większość domku królika chcącego ją wykurzyć wraz ze swą służbą składającą się szkieletopodobnych zwierząt. Jeden z rzucanych kamyków zmienia się w ciastko, które zdesperowana Alicja spożywa zmieniając się w lalkę i ucieka przed służbą Białego Królika. Zwierzęta więzią Alicję w lalce w jej kształcie, którą zamykają w magazynie wypełnionym słoikami z okazami.
Alice uwalnia się z lalki i odkrywa klucz w puszce sardynek. Ucieka z magazynu, wchodząc do korytarza z drzwiami. Za jednym z nich natyka się na zrobioną ze skarpety gąsienicę. Ta mówi jej, że kęsy z grzybka do cerowania odpowiadają za wzrost. Alicja słysząc płacz niemowlęcia w małym domku dla lalek bierze kęs, by dostosować się rozmiarem. W środku przyjmuje od ryby i żaby zaproszenie od pewnej królowej, a następnie odkrywa Białego Królika opiekującego się prosiakiem w ubranku dla dzieci. Prosiak ucieka, a Alicja goni go po schodach i trafia do pomieszczenia, w którym nakręcany pluszowy zając i marionetkowy kapelusznik urządzają przyjęcie z herbatką. Kapelusznik niespodziewanie wyciąga jednego z kapelusza Białego Królika uciekającego na strych, a Alicja podąża za nim.
Na strychu Alicja widzi ożywione figury z kart do gry. Rządzą nimi Królowa i Król Kier, u których Biały Królik służy jako kat. Królowa co chwila skazuje kogoś na śmierć poprzez dekapitację nożycami Białego Królika. Dostrzega Alicję i każe jej grać z nią w krokieta, lecz młotki i piłki do gry zamieniają się kolejno w kury i jeże. W końcu Alicja zostaje postawiona przed sądem za zjedzenie ciastek Królowej. Alicja próbuje się wytłumaczyć, ale Król nakazuje jej postępować zgodnie ze scenariuszem. Zirytowana Alicja zjada ciastka, a Królowa rozkazuje Królikowi zdekapitować Alicję. Ta się pyta, która głowa ma zostać ścięta, gdy jej głowa zmienia się w te innych postaci. Alicja budzi się w swym domu, jednak widzi pustą gablotę z której uciekł Biały Królik. Znajduje tam nożyce i zastanawia czy obciąć nimi głowę królikowi, gdy ten się spóźni.

## Obsada
- Kristýna Kohoutová – Alicja

## Produkcja
Jan Švankmajer był zdecydowany zekranizować Alicję w Krainie Czarów, po tym jak zakończył prace nad Žvahlav aneb šatičky slaměného Huberta na podst. poematu Jabberwocky Lewisa Carrola oraz Do pivnice. Švankmajer uważający Alicję w Krainie Czarów za jeden z najważniejszych utworów cywilizacji był zdania, że dotychczasowe ekranizacje prezentowały wydarzenia jako baśń, gdy zamysłem Carrola było przedstawienie wydarzeń jako snu. W roli Alicji wystąpiła Kristýna Kohoutová będąc jedynym aktorem w obsadzie, gdzie reszta postaci była odgrywana przez poklatkowo animowane figury. Był to pierwszy film pełnometrażowy w reżyserii Švankmajera